# Huellas de Trachilos

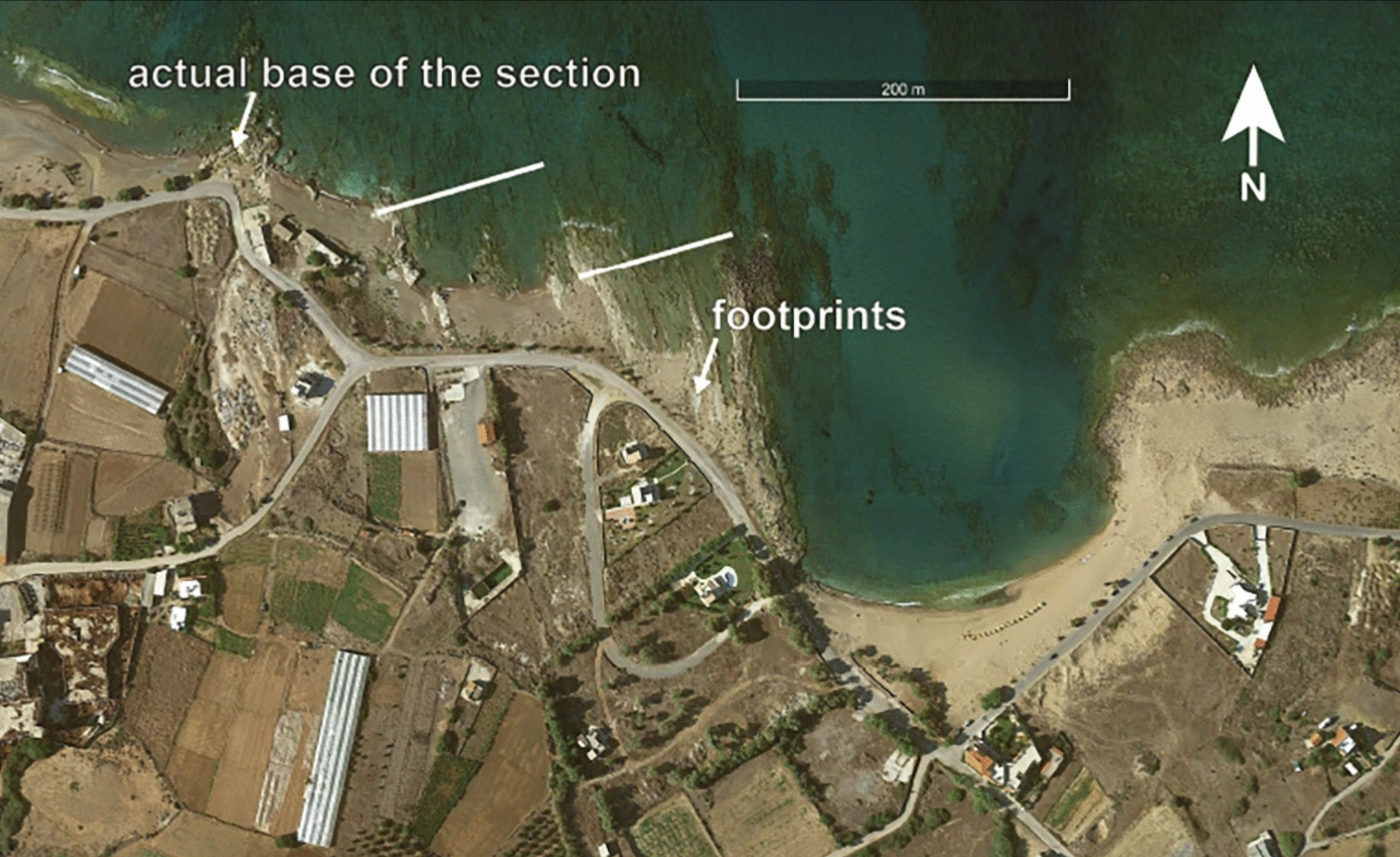
Fotografía aérea de Trachilos.

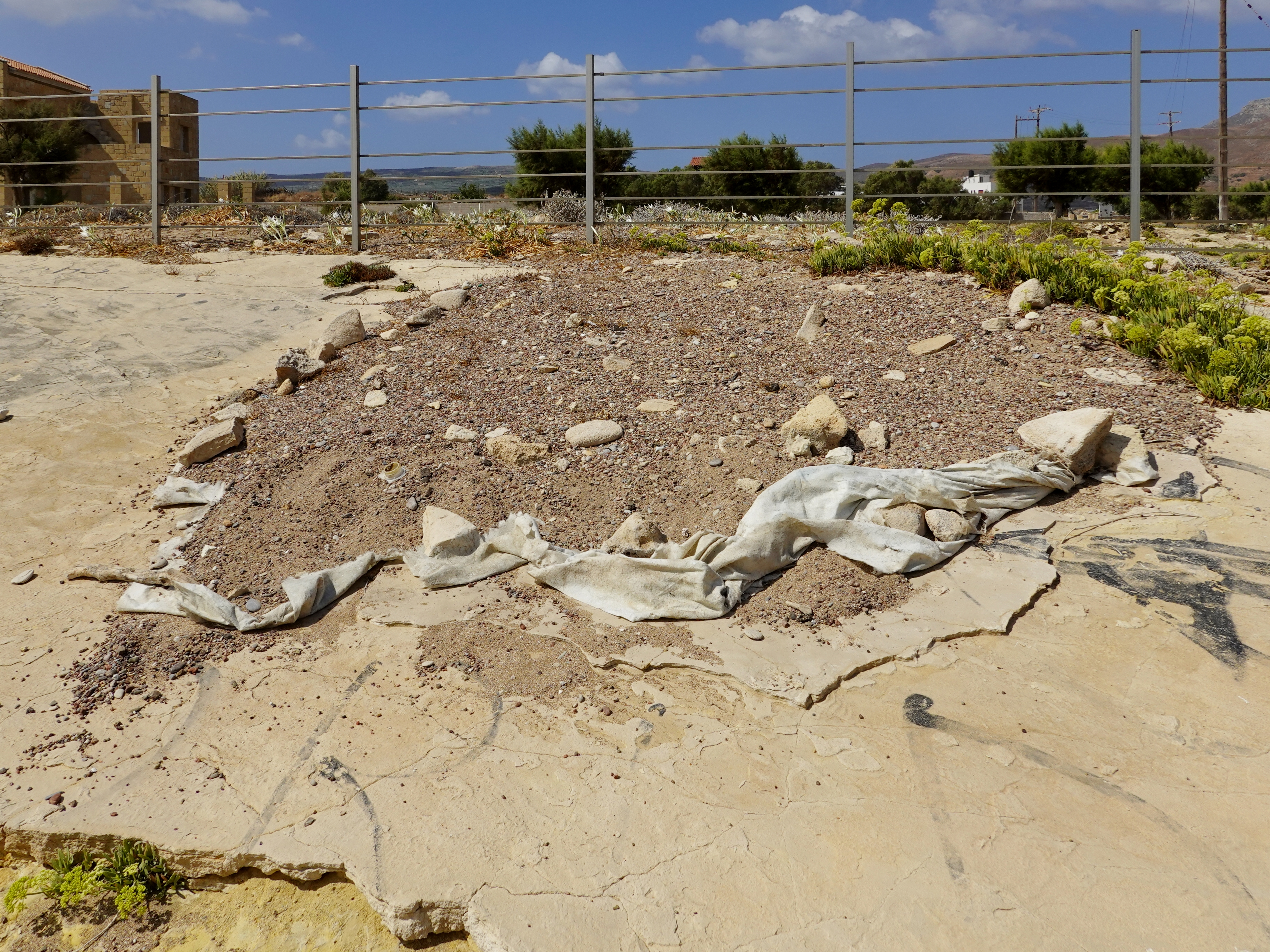
Localización de las huellas con una cubierta protectora

Las huellas de Trachilos son huellas fosilizadas de tetrápodos que muestran características similares a las de los homínidos y proceden del Mioceno tardío de Creta occidental, encontradas en rocas sedimentarias cerca del pueblo de Trachilos, al oeste de Kíssamos, en la Unidad periférica de La Canea. Los investigadores describen las huellas como la representación de al menos un aparente homínido o un primate desconocido. El estrato en el que se encontraron las huellas fue datado en unos 5,7 millones (5 700 000) de años, lo que precede a las primeras huellas de homínidos descubiertas anteriormente en unos dos millones (2 000 000) de años. Los investigadores de las huellas sugieren que puede implicar la posibilidad de una evolución de los homínidos fuera de África, en contra de la teoría actual.

## Descubrimiento y características

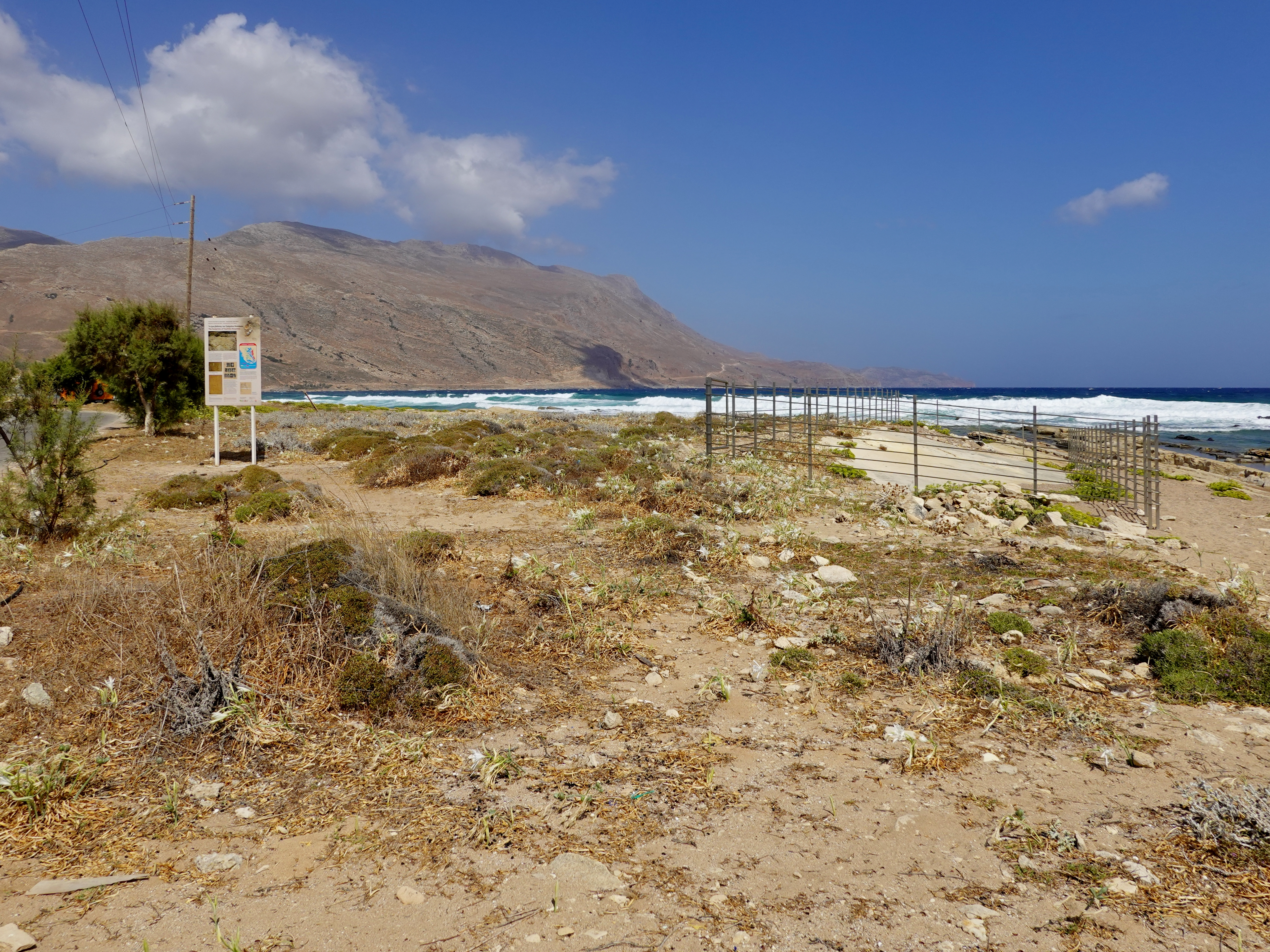
Localización del hallazgo

En el verano de 2002, el paleontólogo Gerard Darius Gierlinski, del Instituto Geológico Polaco (Państwowy Instytut Geologiczny), pasó sus vacaciones en la Unidad periférica de La Canea, en el oeste de Creta y descubrió en la costa norte, cerca de Trachilos, a 700 metros al oeste del puerto de Kíssamos, unas inusuales formas huecas alargadas en una losa de roca cercana al agua. Las reconoció como huellas fosilizadas, aunque aún no sabía de qué criatura se trataba. Gierlinski documentó las impresiones fotográficamente y registró las coordenadas del lugar en el que fueron encontradas.
Tras una segunda visita al yacimiento en 2010, Gerard Gierlinski y sus colegas Gzegorz Niedwiędzki y Andrei Bochzarowski estimaron que las huellas de Trachilos podrían proceder de un primate erguido, quizá un hominino primitivo. Tras limpiar y documentar la superficie de la losa de roca en noviembre de 2010, formaron un equipo internacional de investigadores para analizar el yacimiento bajo la dirección del paleontólogo Per Erik Ahlberg, de la Universidad sueca de Uppsala. Se descubrieron más de 50 impresiones huecas en un área de 4 m². La capa de roca se escaneó con un escáner láser a una distancia de cinco centímetros y se creó una imagen tridimensional de las huellas.

## Datación

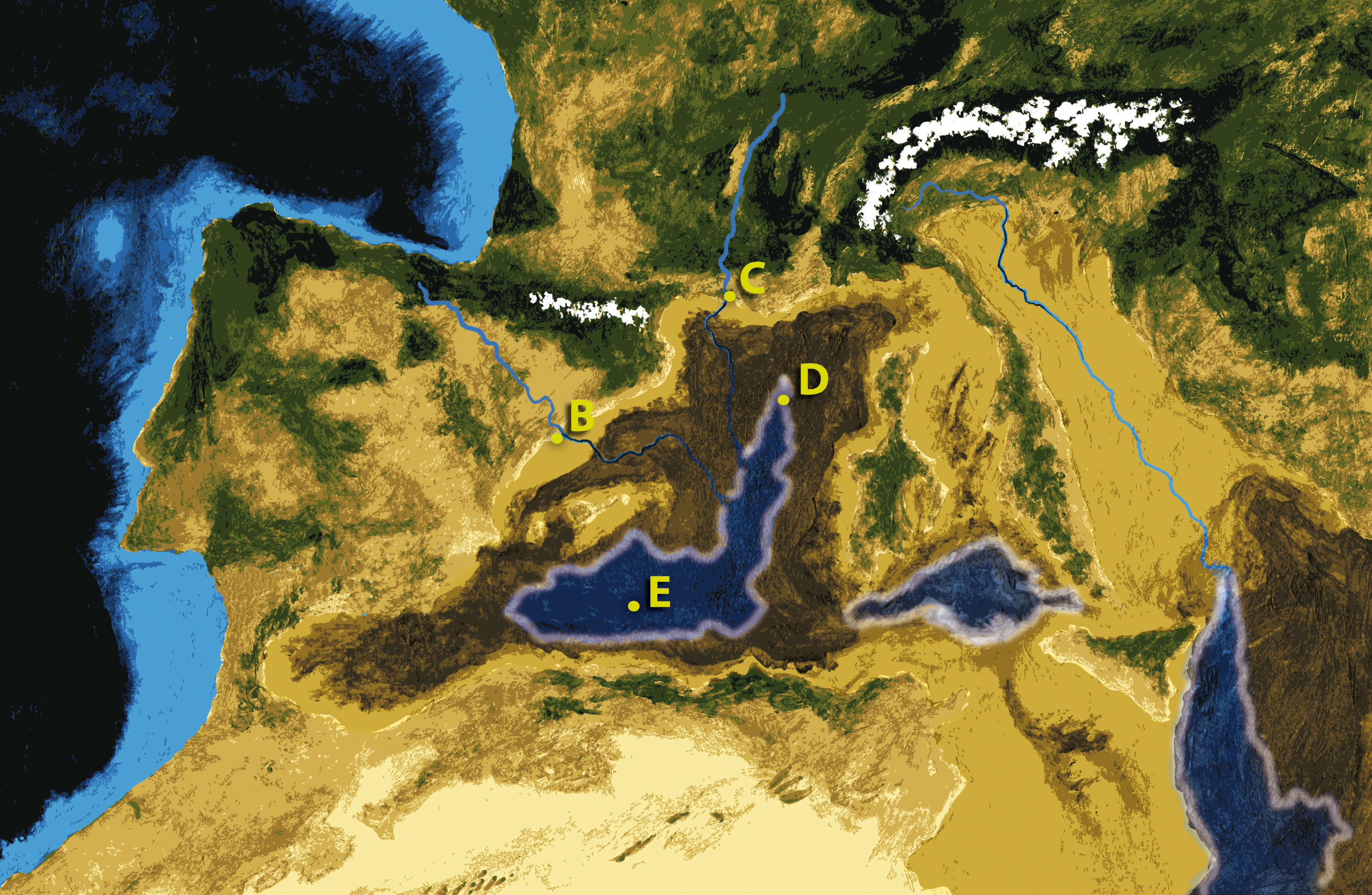
Reconstrucción del Mediterráneo en la crisis salina del Messiniense

Según las investigaciones realizadas, el estrato que contiene las huellas se superpone a otro datado gracias a la identificación de los foraminíferos que contiene (zooplancton, conchas microscópicas y la presencia de una imagen de globigerina pseudobesa), y está por debajo del estrato de la Crisis salina del Messiniense cuando a finales del Mioceno el Mediterráneo, desconectado del océano Atlántico, llegó hasta casi secarse, acumulándose dejando en el fondo del lecho marino grandes cantidades de yesos y sal. Teniendo en cuenta la fecha de las rocas sedimentarias y las muestras de foraminíferos, los investigadores sugieren una datación aproximada de 5,7 millones de años. Un nuevo estudio retrocede esta datación unos 350.000 años más, hasta los 6,05 millones de años.

## Características
En el análisis de las huellas, los investigadores determinaron la presencia de cinco dígitos en las huellas en paralelo y en posición longitudinal a la planta sin distancia entre el pulgar y el dedo siguiente, clasificando al creador de huellas como pentadáctilo, y carente de garras. Como no había evidencia visible de extremidades anteriores en las huellas, se identificó al creador de huellas como bípedo. Las indicaciones de presión se asemejan a las de una estructura plantígrada de Homo sapiens. El análisis morfométrico mostró que las huellas tenían contornos diferentes a los de los homínidos modernos y similares a los de los homininos.

## Conclusiones
Este descubrimiento cuestiona la teoría generalmente aceptada de que los homínidos solo estaban presentes en África, aunque estas huellas fósiles son "más jóvenes" que algunos fósiles de homínidos, como los de Sahelanthropus, encontrados en Chad y datados hace unos 7 millones de años. Es cierto que en la época en que se realizaron las huellas, Creta no era una isla, por lo que era factible llegar caminando desde África ya que el Mediterráneo estaba seco o casi seco. La forma de las huellas sugiere que su autor podría ser un Hominina, pero como Creta está, sin embargo, a cierta distancia de la zona geográfica conocida de los antiguos Homininos, el bípedo de Trachilos podría ser también un Hominidae desconocido del Mioceno tardío, que habría evolucionado de forma convergente en cuanto a la anatomía de los pies.

## Controversia
Cuando Gierliński y su equipo intentaron publicar el estudio que fue rechazado por diversas publicaciones científicas. Finalmente fue publicado en 2017 en la revista Proceedings of the Geologists' Association (PGA). Según dicha investigación, las huellas de Trachilos podrían representar a una especie de hominino o primate primitivo que podría haber evolucionado los pies similares a los de los homínidos de forma independiente, fuera de África. También sugiere la posibilidad de una evolución convergente, en la que especies no relacionadas adaptan rasgos y características similares entre sí. Este análisis es rechazado en gran parte de la comunidad científica por ir en contra de la teoría ampliamente aceptada de que los primeros homínidos evolucionaron solo en África. Del estudio en sí se ha cuestionado si las huellas se pueden identificar como tales o bien si se trata de un primate no homínido. David Begun, paleoantropólogo de la universidad de Toronto considera que, a pesar de las apariencias, las huellas podrían no pertenecer a un antepasado humano. Conclusión semejante realiza Robin Crompton, antropólogo de la universidad de Liverpool, aunque reconoce que son huellas que muestran bipedismo aduce que posiblemente no sean de ancestros humanos.